# Trimble (Unternehmen)
Trimble ist ein US-amerikanischer Hersteller geodätischer Messinstrumente und wurde 1978 gegründet. Das Unternehmen ist nach eigenen Angaben einer der führenden Anbieter von hochpräziser GNSS-Technik. Es entwickelt und kombiniert Positionierungstechnik, Mobilfunkkommunikation und Software.

## Geschichte
Trimble Navigation wurde 1978 von Charles Trimble (* 1941) und zwei weiteren Partnern gegründet.
2001 wurde das Unternehmen Spectra Precision in Jena, das aus der Carl Zeiss AG hervorging, erworben. Im Juli 2011 übernahm Trimble das finnische Unternehmen Tekla und im Januar 2012 die Plancal AG in der Schweiz. Im April 2012 kaufte Trimble von Google die CAD-Software SketchUp.
Am 1. Oktober 2016 änderte das Unternehmen seine Firma von Trimble Navigation Limited zu Trimble Inc.
Im Jahr 2022 wurde der Unternehmenssitz von Sunnyvale in Kalifornien nach Westminster, Colorado verlegt.
Im Oktober 2023 wurden 85 % von Trimble Agriculture vom Landmaschinenhersteller AGCO für 2 Mrd. US-Dollar übernommen, um damit ein Joint Venture zu Gründen. Die Finalisierung des Deals wird im ersten Halbjahr 2024 erwartet.

## Organisation
Produktionsstätten finden sich unter anderem in Schweden, Frankreich und Deutschland.  
Der Vertrieb erfolgt in Deutschland indirekt über Handelsunternehmen. Für die Sparte Hochbau werden die entsprechenden Vermessungsgeräte über die Marke BuildingPoint angeboten.